# Ettore Allegri
Ettore Allegri (Stazzano, 22 ottobre 1916 – 15 febbraio 2010) è stato un calciatore italiano, di ruolo attaccante.

## Carriera
Giocò per quattro stagioni in Serie A con la Sampierdarenese.

## Palmarès

### Club

#### Competizioni nazionali
- Serie B: 1

Sampierdarenese: 1933-1934
- Serie C: 2

Savona: 1939-1940
Varese: 1942-1943